# كرة القدم في ألعاب التضامن الإسلامي 2017
كرة القدم في ألعاب التضامن الإسلامي 2017 عقدت في أذربيجان من 8 إلى 21 مايو 2017.

## الفرق المشاركة
ثمانية فرق مشاركة.
| - الجزائر - أذربيجان – المستضيف - الكاميرون - المغرب | - عمان - فلسطين - السعودية - تركيا |

## الأماكن
| باكو               | باكوكرة القدم في ألعاب التضامن الإسلامي 2017 (أذربيجان) | باكو         |
| ------------------ | ------------------------------------------------------- | ------------ |
| ملعب توفيق بهراموف | باكوكرة القدم في ألعاب التضامن الإسلامي 2017 (أذربيجان) | دالغا أرينا  |
|                    | باكوكرة القدم في ألعاب التضامن الإسلامي 2017 (أذربيجان) |              |
| السعة: 31,200      | باكوكرة القدم في ألعاب التضامن الإسلامي 2017 (أذربيجان) | السعة: 6,500 |
| باكو               | باكوكرة القدم في ألعاب التضامن الإسلامي 2017 (أذربيجان) | باكو         |
| ملعب باييل         | باكوكرة القدم في ألعاب التضامن الإسلامي 2017 (أذربيجان) | أزال أرينا   |
|                    | باكوكرة القدم في ألعاب التضامن الإسلامي 2017 (أذربيجان) |              |
| السعة: 5,000       | باكوكرة القدم في ألعاب التضامن الإسلامي 2017 (أذربيجان) | السعة: 3,500 |

## مرحلة المجموعات

### المجموعة أ
| م | الفريق       | لعب | ف | ت | خ | أ.له | أ.ع | أ.ف | نقاط | التأهل                     |
| - | ------------ | --- | - | - | - | ---- | --- | --- | ---- | -------------------------- |
| 1 | الكاميرون    | 3   | 1 | 2 | 0 | 4    | 1   | +3  | 5    | الصعود لمرحلة خروج المغلوب |
| 2 | أذربيجان (H) | 3   | 1 | 2 | 0 | 2    | 0   | +2  | 5    | الصعود لمرحلة خروج المغلوب |
| 3 | المغرب       | 3   | 1 | 2 | 0 | 2    | 1   | +1  | 5    |                            |
| 4 | السعودية     | 3   | 0 | 0 | 3 | 0    | 6   | −6  | 0    |                            |

| السعودية | 0–1   | المغرب             |
| -------- | ----- | ------------------ |
|          | تقرير | - 76' شعيب المفتول |

| أذربيجان | 0–0   | الكاميرون |
| -------- | ----- | --------- |
|          | تقرير |           |

| الكاميرون                   | 1–1   | المغرب              |
| --------------------------- | ----- | ------------------- |
| - فرانتز بانغوب تشيدجوي 30' | تقرير | - 90+1' حمزة غودالي |

| أذربيجان                                     | 2–0   | السعودية |
| -------------------------------------------- | ----- | -------- |
| - إلشان عبداللهييف 67' - آغابالا رمضانوف 81' | تقرير |          |

| أذربيجان | 0–0   | المغرب |
| -------- | ----- | ------ |
|          | تقرير |        |

| الكاميرون                                                                                 | 3–0   | السعودية |
| ----------------------------------------------------------------------------------------- | ----- | -------- |
| - دينيس إيفان نكولو أوسينغاني 39' - فرانتز بانغوب تشيدجوي 45+1' (ركلة.) - ماكي باغناك 59' | تقرير |          |

### المجموعة ب
| م | الفريق  | لعب | ف | ت | خ | أ.له | أ.ع | أ.ف | نقاط | التأهل                     |
| - | ------- | --- | - | - | - | ---- | --- | --- | ---- | -------------------------- |
| 1 | الجزائر | 3   | 2 | 1 | 0 | 4    | 2   | +2  | 7    | الصعود لمرحلة خروج المغلوب |
| 2 | عمان    | 3   | 1 | 2 | 0 | 6    | 5   | +1  | 5    | الصعود لمرحلة خروج المغلوب |
| 3 | تركيا   | 3   | 1 | 0 | 2 | 7    | 8   | −1  | 3    |                            |
| 4 | فلسطين  | 3   | 0 | 1 | 2 | 5    | 7   | −2  | 1    |                            |

| الجزائر                                      | 2–1   | تركيا            |
| -------------------------------------------- | ----- | ---------------- |
| - فريد الملالي 78' - أحمد قعقع 90+6' (ركلة.) | تقرير | - 38' أونور إريش |

| فلسطين             | 2–2   | عمان                        |
| ------------------ | ----- | --------------------------- |
| - عدي دباغ 5'، 54' | تقرير | - 48'، 86' مروان أولاد وادي |

| عمان                                                               | 3–2   | تركيا                                     |
| ------------------------------------------------------------------ | ----- | ----------------------------------------- |
| - أحمد المطروشي 58' - صلاح اليحيائي 64' - محسن الغساني 73' (ركلة.) | تقرير | - 27' مليح أوكوتان - 45+1' أوغوزخان كايار |

| فلسطين | 0–1   | الجزائر                    |
| ------ | ----- | -------------------------- |
|        | تقرير | - 63' (ركلة.) فريد الملالي |

| عمان               | 1–1   | الجزائر            |
| ------------------ | ----- | ------------------ |
| - محسن الغساني 40' | تقرير | - 45+1' طيب مزياني |

| تركيا                                                             | 4–3   | فلسطين                                               |
| ----------------------------------------------------------------- | ----- | ---------------------------------------------------- |
| - حقي جان أكسو 44'، 81' - مليح أوكوتان 63' - طايلان أنطاليالي 71' | تقرير | - 23' عدي دباغ - 29' محمد مراعبة - 33' إسلام البطران |

## مرحلة خروج المغلوب
|  | نصف النهائي    | نصف النهائي |                |       | النهائي | النهائي |
|  |                |             |                |       |         |         |
|  | 18 مايو – باكو |             |                |       |         |         |
|  |                |             |                |       |         |         |
|  | الجزائر        | 0           |                |       |         |         |
|  | الجزائر        | 0           | 21 مايو – باكو |       |         |         |
|  | أذربيجان       | 2           |                |       |         |         |
|  | أذربيجان       | 2           | أذربيجان       | 2     |         |         |
|  | 18 مايو – باكو |             | أذربيجان       | 2     |         |         |
|  |                | عمان        | 1              |       |         |         |
|  | الكاميرون      | عمان        | 1              | 0 (3) |         |         |
|  | الكاميرون      |             |                | 0 (3) |         |         |
|  | عمان           | 0 (4)       |                |       |         |         |
|  | عمان           | 0 (4)       | المركز الثالث  |       |         |         |
|  |                |             |                |       |         |         |
|  | 21 مايو – باكو |             |                |       |         |         |
|  |                |             |                |       |         |         |
|  | الجزائر        | 2           |                |       |         |         |
|  | الجزائر        | 2           |                |       |         |         |
|  | الكاميرون      | 0           |                |       |         |         |

### نصف النهائي
| الجزائر | 0–2   | أذربيجان                              |
| ------- | ----- | ------------------------------------- |
|         | تقرير | - 39' رسلان أبيشوف - 58' مقصد عيساييف |

| الكاميرون | 0–0 (ب.و.إ.) | عمان |
| --------- | ------------ | ---- |
|           | تقرير        |      |

### مباراة الميدالية البرونزية
| الجزائر                                       | 2–0   | الكاميرون |
| --------------------------------------------- | ----- | --------- |
| - أحمد قعقع 55' (ركلة.) - عبد الرحيم حمرة 63' | تقرير |           |

### مباراة الميدالية الذهبية
| أذربيجان                | 2–1   | عمان                |
| ----------------------- | ----- | ------------------- |
| - ماهر ماداتوف 17'، 27' | تقرير | - 56' صلاح اليحيائي |

## مسجلو الأهداف
3 أهداف
- عدي دباغ

هدفين
- فريد المالي
- فرانتز بانغوب تشيدجوي
- محسن الغساني
- مروان أولاد وادي
- حقي جان أكسو
- مليح أوكوتان

هدف
- أحمد قعقع
- طيب مزياني
- إلشان عبداللهييف
- رسلان أبيشوف
- مقصد عيساييف
- آغابالا رمضانوف
- ماكي باغناك
- دينيس إيفان نكولو أوسينغاني
- شعيب المفتول
- حمزة غودالي
- أحمد المطروشي
- صلاح اليحيائي
- إسلام البطران
- محمد مراعبة
- طايلان أنطاليالي
- أونور إريش
- أوغوزخان كايار

## وصلات خارجية
- النتائج